# Artéria facial
A artéria facial é uma artéria da cabeça. Origina-se a partir da artéria carótida externa, acima da artéria lingual.